# Sitta magna
El trepador gigante (Sitta magna) es una especie de ave paseriforme de la familia Sittidae.
Este es el trepador más grande del género (mide 19.5 cm de longitud). Las partes superiores son de color gris azulado con la parte frontal —desde el píleo hasta la espalda— gris claro, y contrasta con el resto de la espalda. El pájaro tiene partes inferiores grises, dos listas superciliares negras muy gruesas, mejillas pálidas con una garganta blanquecina, el vientre varía de lavada hasta un ante con canela, de acuerdo con el sexo del espécimen. El trepador gigante tiene un pico y cola largos. La hembra se diferencia del macho por sus rasgos más apagados en los ojos y partes superiores contrastan menos entre el píleo, cuello y espalda baja. Los llamados son potentes y consisten en simples repeticiones moduladas. La especie recolecta su comida en troncos y ramas de los árboles, incluyendo pino, y se alimenta de insectos y bayas. Construye su nido en el mes de marzo en el agujero de un árbol y sin recubrir la entrada con barro, y la puesta tiene alrededor de tres polluelos.
El trepador gigante puede encontrarse en el suroeste de China, centro-este de Birmania, noroeste de Tailandia y, probablemente, en el extremo noroeste de Laos. Su distribución altitudinal varía según la región, pero el margen promedio es de 1000 m a 3350 m, al menos en China. Prefiere los pinares, especialmente Pinus kesiya presentes en las crestas de las montañas, entre el roble y el castaño. Se distinguen dos subespecies, S. m. magna y S. m. ligea, diferenciándose principalmente por la longitud y la anchura del pico. El trepador gigante se ve amenazada por la destrucción de su hábitat y por su presencia muy local. El número de especímenes es difícil de evaluar y parece haber sido sobrestimado, por lo que en 2013 la Unión Internacional para la Conservación de la Naturaleza pasó su estatus como «vulnerable» a «en peligro de extinción».

## Descripción

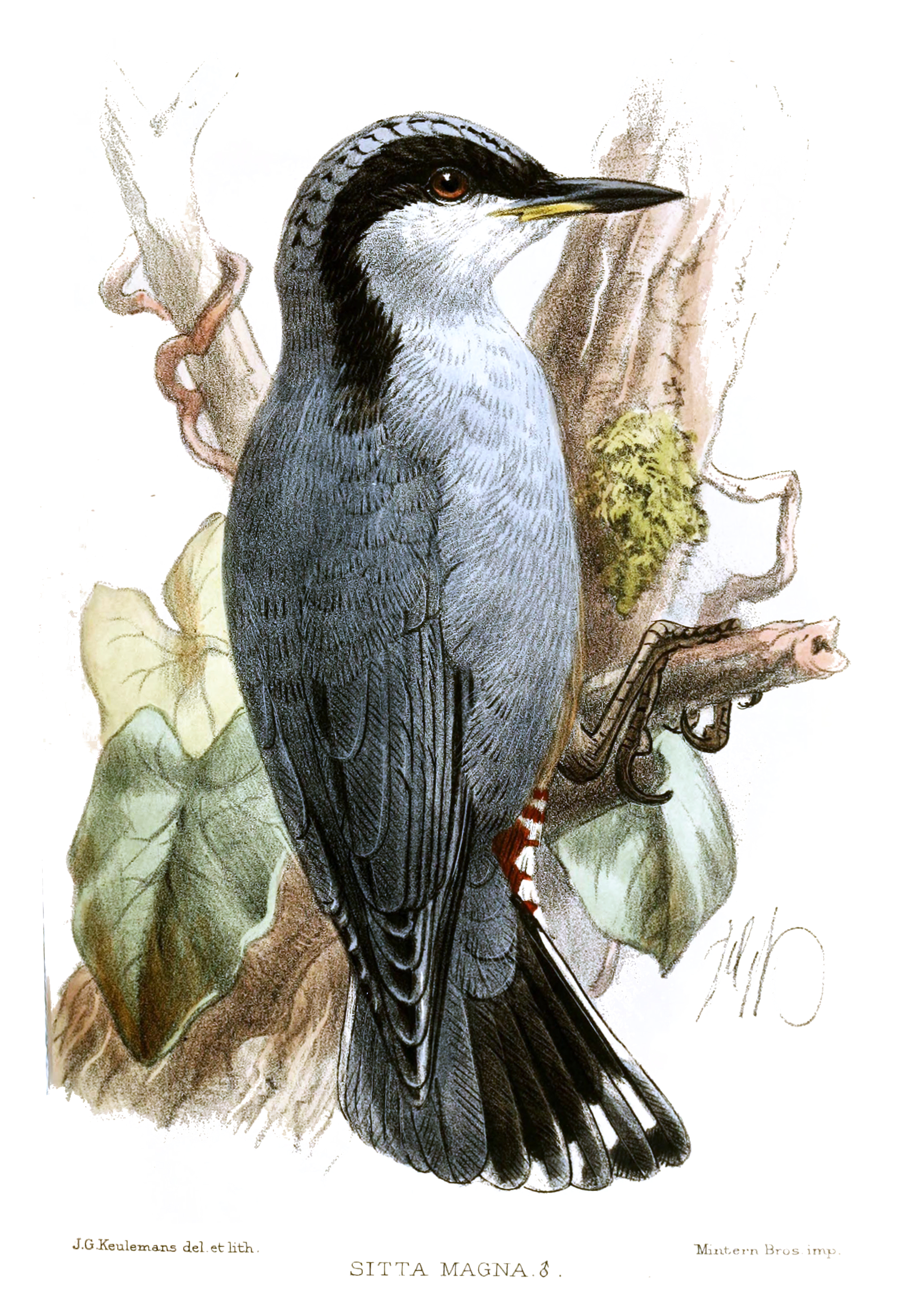
Dibujo de un espécimen de la subespecie Sitta magna magna, en una lámina publicada por John Gerrard Keulemans en 1897.

Las partes superiores son de color gris azulado oscuro con gran parte del píleo, cuello y parte superior del manto de color gris y algo manchado de negro, de forma variable dependiendo de cada espécimen, independientemente de su sexo. El píleo está rodeado por dos gruesas líneas oculares negras que se extienden sobre la parte superior del manto; de perfil, el ave puede dar la impresión de tener negra la cabeza. Las partes inferiores son de color gris claro, con las mejillas y la garganta casi blanca y el vientre más o menos lavada o canela. Las coberteras son rojas, con grandes manchas blancas. El iris es de color marrón o avellana, el pico es negro, con la mitad de la mandíbula inferior de un blanco azulado o azul-lila más ligero. Los pies son de gris pizarra, marrón verdoso o marrón claro amarillento, con garras de color cuerno, marrón pizarra o grisáceo oscuro.
Hay un marcado dimorfismo sexual: el macho tiene una línea ocular muy oscura, con poco brillo y el vientre es ligeramente gris azul o pálido, o ante desgastado, mientras que en la hembra tiene una línea ocular más opaca, y las partes inferiores más gamuzas, con los costados y el vientre de un canela desgastado. Las partes superiores de la hembra también difieren un poco de las del macho: el cuello y la parte superior del manto están ligeramente teñidos ante y el manto inferior es más opaco que el macho, proporcionando un contraste en un cuello más pequeño. La hembra joven es similar, pero el píleo es de color crema, las partes superiores son más grises que azules y los ojos se caracterizan por ser más apagados. En los jóvenes, las plumas terciarias y las coberteras mayores también se tiñen de color marrón como cuando están mudando los adultos, y el pico es un poco corto y embotado. Los adultos sufren una muda completa después de la temporada de cría e incompleta (especialmente de la garganta y el cuello) antes de la temporada de cría en noviembre o diciembre.
El trepador gigante es el más grande del género, ya que mide 19.5 cm de longitud. Las mediciones varían algo en las subespecies: el ala plegada mide 115 a 121.5 mm en el macho de S. m. magna, 111-117 mm en el macho de S. m. ligea, 115-119 mm en la hembra de S. m. magna y 109-117 mm para la hembra de S. m. ligea. El pico mide 29.1 a 33.1 mm en los machos de S. m. magna, 25.9 a 29.2 mm en el macho de S. m. ligea, 29.5 a 32.5 mm en las hembras de S. m. magna, y 23 a 28.2 mm para la hembra de S. m. ligea. El tarso mide, en S. m. magna, es de 19 a 22 mm; la cola es muy largo para una sita, ya que mide 58 a 64 mm en los machos de S. m. magna y 58-63 mm en las hembras de S. m. magna. El peso, en  la subespecie S. m. ligea, es 36-47 g.
Su gran tamaño lo hace un trepador bastante característico, pero en algunos casos este criterio no es muy claro, pero puede haber confusión con el trepador de las Naga (S. nagaensis), sin embargo este es rojizo en los flancos, las líneas oculares negras son mucho más estrechas y no tiene el píleo y el manto superior más opaco que el resto de las partes superiores. El trepador de Yunán (S. yunnanensis) puede encontrarse en los mismos hábitats como el trepador gigante en el sur de Yunán, pero es mucho más pequeño, con una lista superciliar blanca.

## Ecología y comportamiento

### Voz
El trepador gigante tiene una voz audible. Con frecuencia emite un grito, lo que recuerda tanto a córvidos como al parloteo de la urraca (Pica pica), y consta de tres notas repetidas rápidamente, que son diversamente transcritas en la literatura inglesa como «gd-da-da», «dig-er-up» o «get-it-up». A veces, este canto es más elaborado y melódico, como una serie de patrones «kid-der-ku» o «ge-de-ku», en las que las primeras notas permanecen secas pero la nota final es alta y tintineante. También las notas pueden ser más densas, convirtiéndose en un «gu-drr, gu-drr, gu-drr» repetido, lo que recuerda ciertas aves de caza. El trepador gigante también tiene un «naa» similar a una trompeta de niños. El canto podría ser un claro, ruidoso o tintineante «kip» o «keep», que se repite a intervalos irregulares, recordando el canto, más fuerte, de una rana verde.

### Comportamiento y alimentación

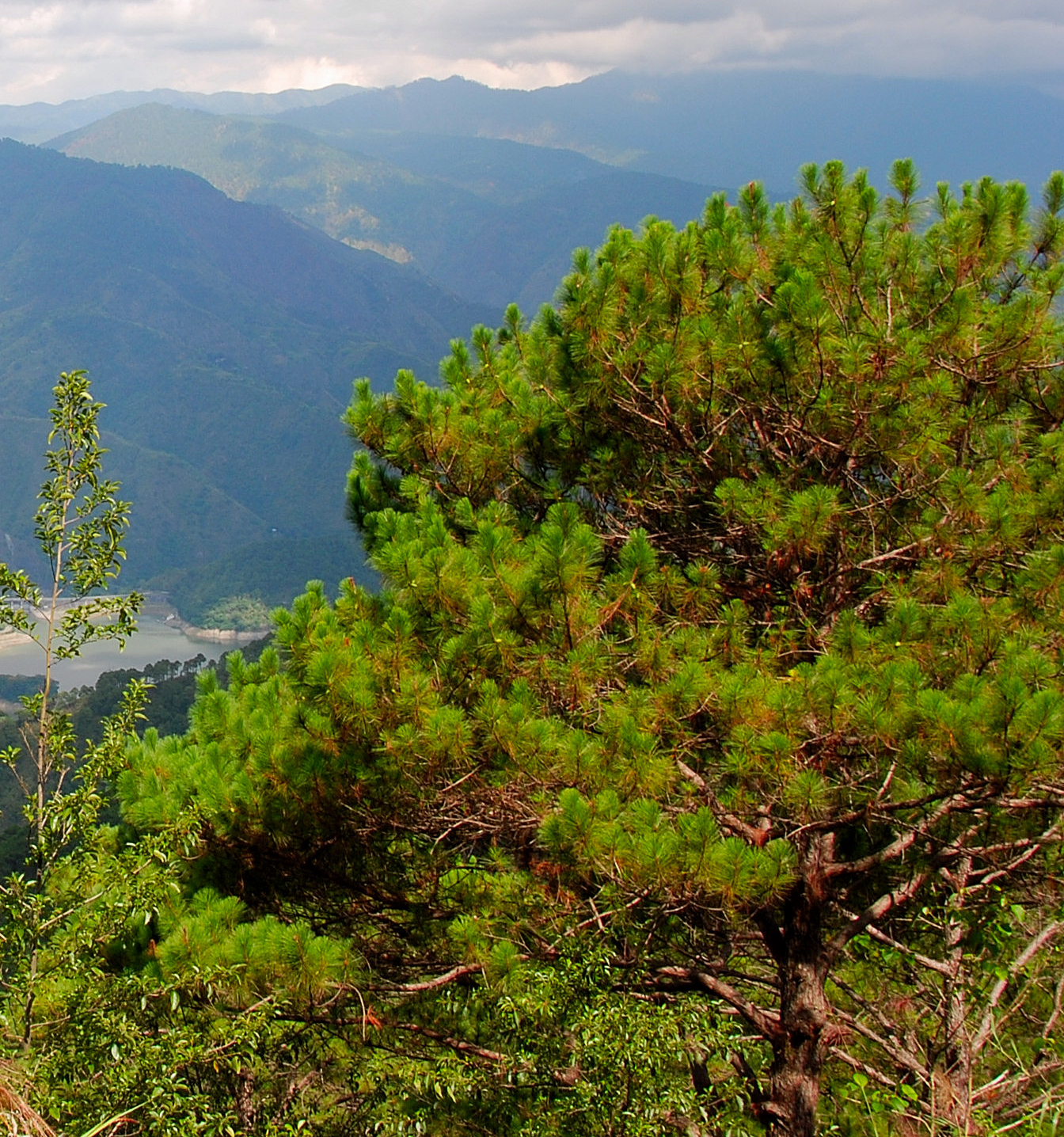
Pinus kesiya, fotografiado en las Filipinas, puede ser visitado por el trepador gigante, tanto para alimentarse como para anidar.

El trepador gigante, como la mayoría de las sitas, prefiere descender los árboles de cabeza, aunque por lo general es menos activo que las especies más pequeñas del género. Normalmente, vuela distancias cortas, haciendo ruido con sus grandes alas. En distancias más largas, hace varios descensos, lo recuerda a un movimiento ondulatorio. El trepador es encontrado en solitario o en parejas, por lo general en pinares. Usualmente explora el tronco y las ramas mayores, pero también se ha observado su preferencia por las ramas más finas en busca de insectos. Un estudio del contenido estomacal mostró que la dieta consistía de bayas y artrópodos, tales como escarabajos, polillas (imagos y larvas) y hormigas.

### Reproducción
Los datos sobre la reproducción del trepador gigante es parcial. El 4 de abril de 1933, un nido fue encontrado en el sur del Estado Shan (Birmania), con tres polluelos a medio emplumar. Estaban situados en un agujero natural en el tronco de un árbol, con la abertura hacia el cielo, a más de dos metros sobre el suelo, sin cubierta de barro —mientras que otras especies de trepadores lo hacen—. El 8 de abril de 1983, otro nido fue encontrado en el noroeste de Tailandia: había tres jóvenes, fueron localizados a tres metros del suelo en el agujero de un roble a ocho metros de altura y 25 cm de diámetro. En 1998, a finales de marzo, se informó de otro nido en Tailandia, que se encontraba en el tronco de un Pinus kesiya, y contenía varios polluelos.

## Distribución

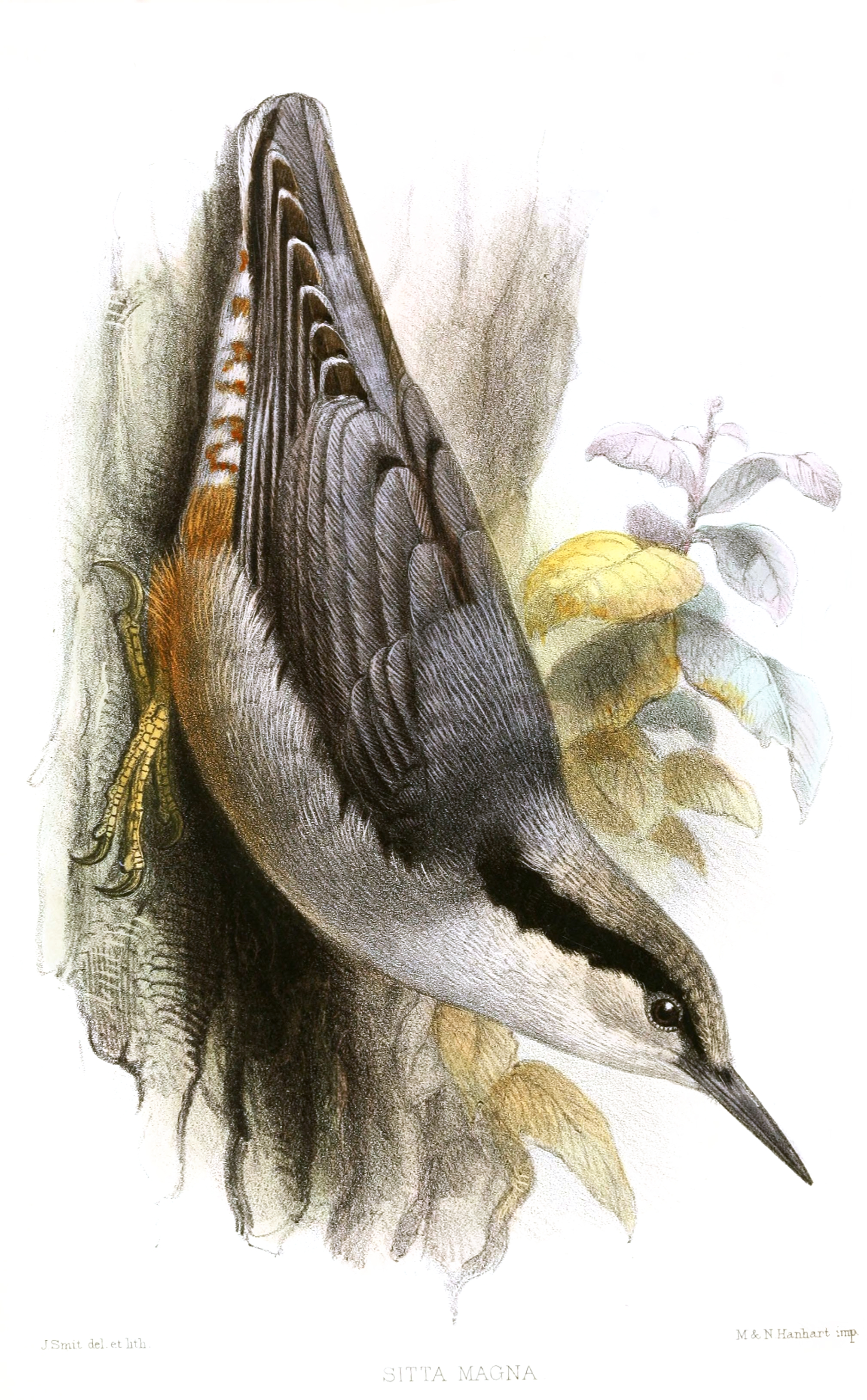
Dibujo de un ejemplar de la subespecie Sitta magna magna en una lámina que Joseph Smit publicó en la descripción original de 1876.

El trepador gigante aprecin sobre todo pinares, pero también se puede encontrar en zonas más abiertas, buscando comida de un pequeño árbol a otro. En Tailandia se encuentra en los bosques de robles y castaños, incluyendo Pinus kesiya maduros (qu son comunes en las cimas de las montañas). Vive en altitudes medias-altas: en China, por lo general, en bosques situados muy por encima de los 1000 m hasta 3350 m o más; en Birmania, se ha informado entre 1220 a 1830 m, y en Tailandia entre 1200 y 1800 m.
Esta especie vive desde el centro-sur de China hasta el noroeste de Tailandia. En China, se encuentra en el sur hasta el norte de Sichuan y Guizhou (Xingyi, entre otros). Más al sur, la especie vive en gran parte de Yunán, desde el monte nevado de Yulong y al norte de Lijiang en la prefectura autónoma bai de Dali, el condado de Shuangbai y Mile, y hasta la prefectura autónoma dai de Xishuangbanna en el sur. En Birmania, existe una población en el Estado Shan, y su distribución se detiene al noroeste de las montañas Mogok de la región de Mandalay, al centro-oeste y en los alrededores de Myinkyado y al sur del monte Nat Taung. Los reportes, sin embargo, informan de raras apariciones desde 1950, y la distribución de la especie en este país podría haber reducido. Es probable que ahora viva en el extremo noroeste de Laos, ya que se encuentra cerca de Birmania y Yunán; en 2013, una investigación a los hábitats más propensos a recibir a la especie quedó con resultados infructuosos. Finalmente, vive en el noroeste de Tailandia, y fue particularmente avistado en las montañas Doi Ang Khang, Doi Pha Hom Pok, Doi Chiang Dao, Doi Khun Tan, el santuario de la vida silvestre de Lum Nam Pai y en Mae Hong Son. Se informó en el Doi Inthanon a principios de 1980, pero pudo haber sido confundido con el trepador de las Naga (S. nagaensis) desde los grandes bosques de pino donde la especie parece no tan atada existir en esta montaña. Al parecer, ha desaparecido del parque nacional Doi Suthep-Pui (Tailandia), en donde estuvo presente en la década de 1960.

## Taxonomía
El trepador gigante fue descrito en 1876 por el naturalista británico Robert George Wardlaw Ramsay. En la división en subgéneros del género Sitta, poco utilizado, el trepador gigante es ubicado en Sitta (Sitta) Linnaeus, 1758.  Según el  Congreso Ornitológico Internacional y Alan P. Peterson, existen dos subespecies:
- S. m. ligea Deignan, 1938, descrito por el ornitólogo estadounidense Herbert Girton Deignan en 1938 a partir de un adulto de sexo masculino en Lijiang,[13] vive en el centro-sur de China;[9] y,
- S. m. magna Ramsay, 1876, la subespecie nominal fue descrita a partir de un tipo proveniente del Estado Kayah (Birmania),[14][15] el centro de Birmania, China meridional y el noroeste de Tailandia.[9]

S. m. ligea tiene un pico más delgado, unos 4 mm más cortao que la subespecie nominal, pero las dos subespecies probablemente coexistan en el suroeste de Yunán (China).
La relación de parentesco de esta especie con otros trepadores ha permanecido mucho tiempo esclarecida. Los ornitólogos estadounidenses Charles Sibley y Burt Monroe sugirieron su cercanía con el trepador azur (S. azurea) y el trepador hermoso (S. formosa), pero estas dos últimas especies son, en su mayoría, tropicales y de colores brillantes; por tanto, el trepador gigante tal vez sea más cercano al trepador azul (S. europaea) y su complejo de especies paleárticas. En 2014, Éric Pasquet et al publicó una filogenia basada en el ADN nuclear y mitocondrial de veintiún especies de sitas. En el estudio, el trepador gigante es más cercano al trepador pechiblanco (S. carolinensis), mientras que la última especie fue antiguamente cercana con el trepador de Przewalski (S. przewalskii) por sus caracteres morfológicos, que, sin embargo, parece completamente basal en el género Sitta; y el trepador cariblanco (S. leucopsis), no presente en el estudio, pero probablemente una especie hermana de S. przewalskii.

## Estado de protección

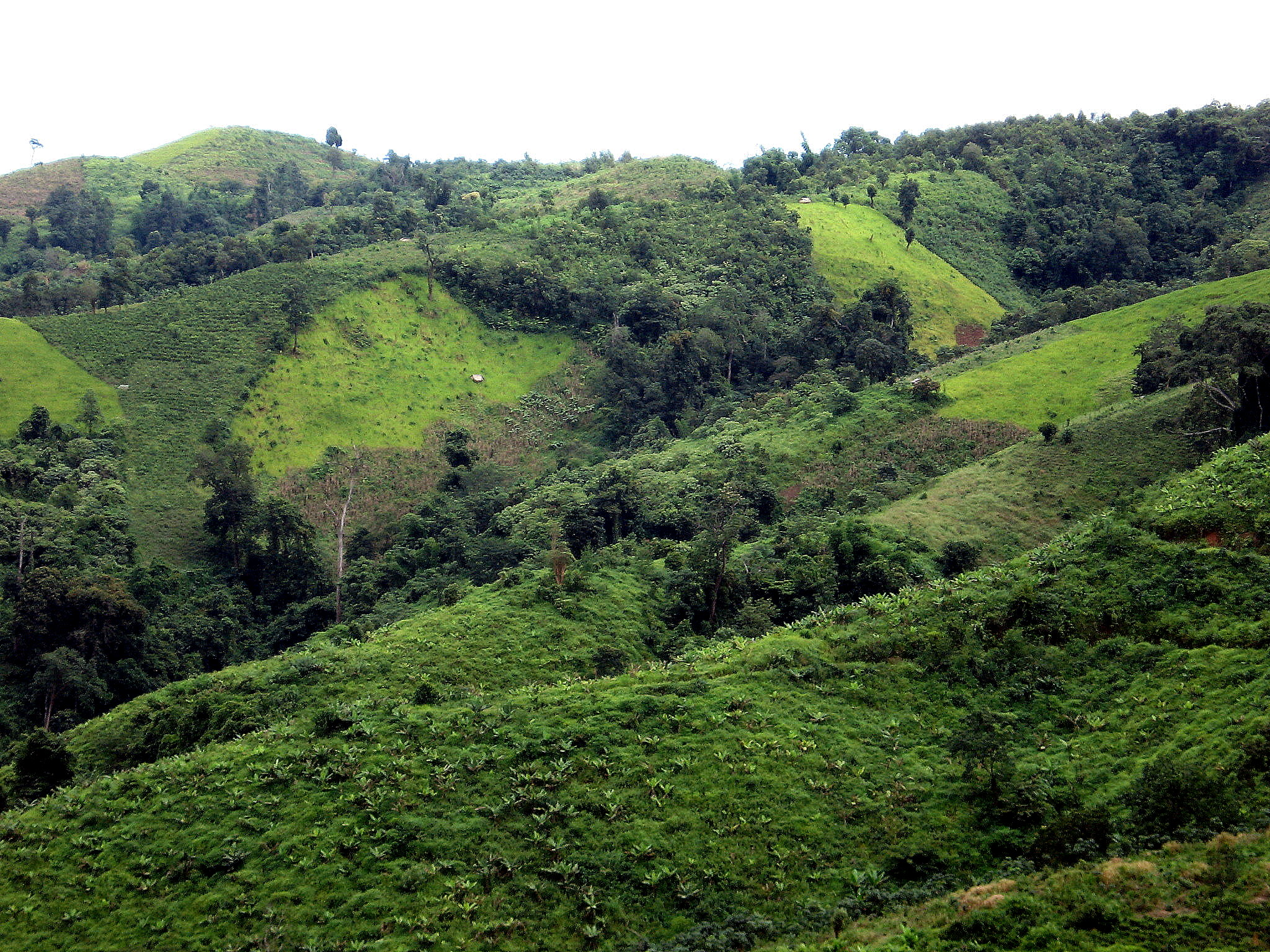
En Yunán, como en otros lugares, los bosques maduros son talados para la agricultura.

La especie fue descrita como «no rara» en Birmania, pero los informes indican que ha disminuido desde 1950, lo que podría indicar la disminución de la distribución. El trepado gigante es escaso en China, con poblaciones en declive, pero lo suficientemente establecido en Yunán. La tala masiva fue prohibida en la mayoría de los bosques, sino la explotación del pino y la resina de la leña sigue siendo una de las principales causas de la destrucción de los árboles viejos. En Tailandia, es inusual y especialmente local. En este país vive por debajo de 1800 m, donde la mayor parte de su hábitat está sujeto a la destrucción por la cultura y por la tala, de los pinos principalmente. El trepador gigante se ha visto enjaulado en los mercados, pero es probable que sea una amenaza marginal. Por el contrario, en 2013, después cuatro años de sequía, vivían en Yunán donde es probable que haya disminuido el éxito reproductivo de la especie.
Las únicas estimaciones de población en Yunnan indica que hay probablemente entre 800 y 2000 individuos maduros, o 1000 a 2499 adultos de la población total, lo que representa 1500 a 3800 aves en total. La especie fue considerada en 2012 como «vulnerable» por la Unión Internacional para la Conservación de la Naturaleza, pero parecía que sus cifras eran aún más bajo que lo estimado previamente, y en 2013 fue reconsiderado como «especie en peligro». Por otra parte, las poblaciones están probablemente disminuyendo y fragmentándose cada vez más. Un estudio de 2009 trató de predecir el impacto que el cambio climático podría tener sobre la distribución de varias especies de trepadores en Asia y modeló dos escenarios; el trepador gigante podría ver disminuida su distribución de 18.0 hasta 24.0 % en los años 2040-2069.
La especie está presente en muchas áreas protegidas de China y Tailandia, y un programa de concientización pública se creó en Yunán en 2007. Con el propósito de proteger mejor a las especies, BirdLife International, propone seguir analizando la distribución exacta del trepador gigante, su población y su hábitat. La protección de este último es particularmente importante y sería establecer áreas protegidas con pinos saludables y controlar su explotación.